# Nokia Lumia 510
Nokia Lumia 510 — бюджетный смартфон от компании Nokia, работающий на операционной системе Windows Phone 7 (с возможностью обновления до Windows phone 7.8).
Он был создан специально для развивающихся рынков, таких как Китай, Индия и Латинская Америка. Представлен 23 сентября 2012 года и стал доступен в ноябре того же года. Телефон имеет такие же недостатки, как и Nokia Lumia 610 (невозможно установить некоторые приложения, нет возможности работы в фоне для приложений). Модель доступна в белом, голубом, чёрном, красном и жёлтом цветах.

## Камера
В Lumia 510 используется камера с матрицей 5 мегапикселей с автофокусом без вспышки. Фотографии, сделанные этим телефоном, имеют разрешение 2592x1944 пикселей. Камера имеет 4-кратный цифровой зум. Видеоролики, записанные на этот смартфон, имеют качество 480p, то есть VGA.

## Наследник
25 февраля 2013 года была представлена модель Nokia Lumia 520, наследница Nokia Lumia 510. В неё установили более новую Windows Phone 8 вместо Windows Phone 7, двухъядерный Qualcomm S4 против Qualcomm S1, 512 МБ ОЗУ взамен 256 Мб, IPS дисплей и добавили поддержку карты памяти microSD до 64 ГБ.